# Bandama
A Bandama (Fehér-Bandama) folyó Elefántcsontparton, Nyugat-Afrikában.
Elefántcsontpart leghosszabb folyója az ország északi részén 900 m magasan ered és déli irányba tartva a Tagba lagúnán keresztül a Guineai-öbölbe ömlik. Hossza 1050 km, vízgyűjtő területe mintegy 100 000 km². A Bandama átfolyik az 1973-ban létrehozott Kossou-víztározón, amely az ország legnagyobb tava.
Mellékfolyói: Kan, Marahoué (Vörös-Bandama), N'zi, Solomougou.

## Fordítás
- Ez a szócikk részben vagy egészben  a   Bandama című francia Wikipédia-szócikk fordításán alapul.  Az eredeti cikk szerkesztőit annak laptörténete sorolja fel. Ez a jelzés csupán a megfogalmazás eredetét és a szerzői jogokat jelzi, nem szolgál a cikkben szereplő információk forrásmegjelöléseként.